# Ravelsbach
Ravelsbach je městys v Rakousku ve spolkové zemi Dolní Rakousy v okrese Hollabrunn. Žije zde přibližně 1 600 obyvatel.

## Geografie

### Geografická poloha
Ravelsbach se nachází ve spolkové zemi Dolní Rakousy v regionu Weinviertel. Leží přibližně 15 km západně od okresního města Hollabrunn. Rozloha území městyse činí 26,34 km², z nichž 4,3 % je zalesněných.

### Části obce
Území městyse Ravelsbach se skládá ze sedmi částí (v závorce uveden počet obyvatel k 1. 1. 2015):
- Baierdorf (86)
- Gaindorf (276)
- Minichhofen (107)
- Oberravelsbach (134)
- Parisdorf (132)
- Pfaffstetten (216)
- Ravelsbach (668)

Na území obce se nacházejí katastrální území Baierdorf, Gaindorf, Minichhofen, Oberravelsbach, Parisdorf, Pfaffstetten a Ravelsbach.

### Sousední obce
- na severu: Sitzendorf an der Schmida
- na východu: Ziersdorf
- na jihu: Hohenwarth-Mühlbach am Manhartsberg
- na západu: Maissau

## Politika

### Obecní zastupitelstvo
Obecní zastupitelstvo se skládá z 19 členů. Od komunálních voleb v roce 2015 zastávají následující strany tyto mandáty:
- 14 ÖVP
- 5 LKL

### Starosta
Nynějším starostou městyse Ravelsbach je Walter Schmid ze strany ÖVP.

## Galerie

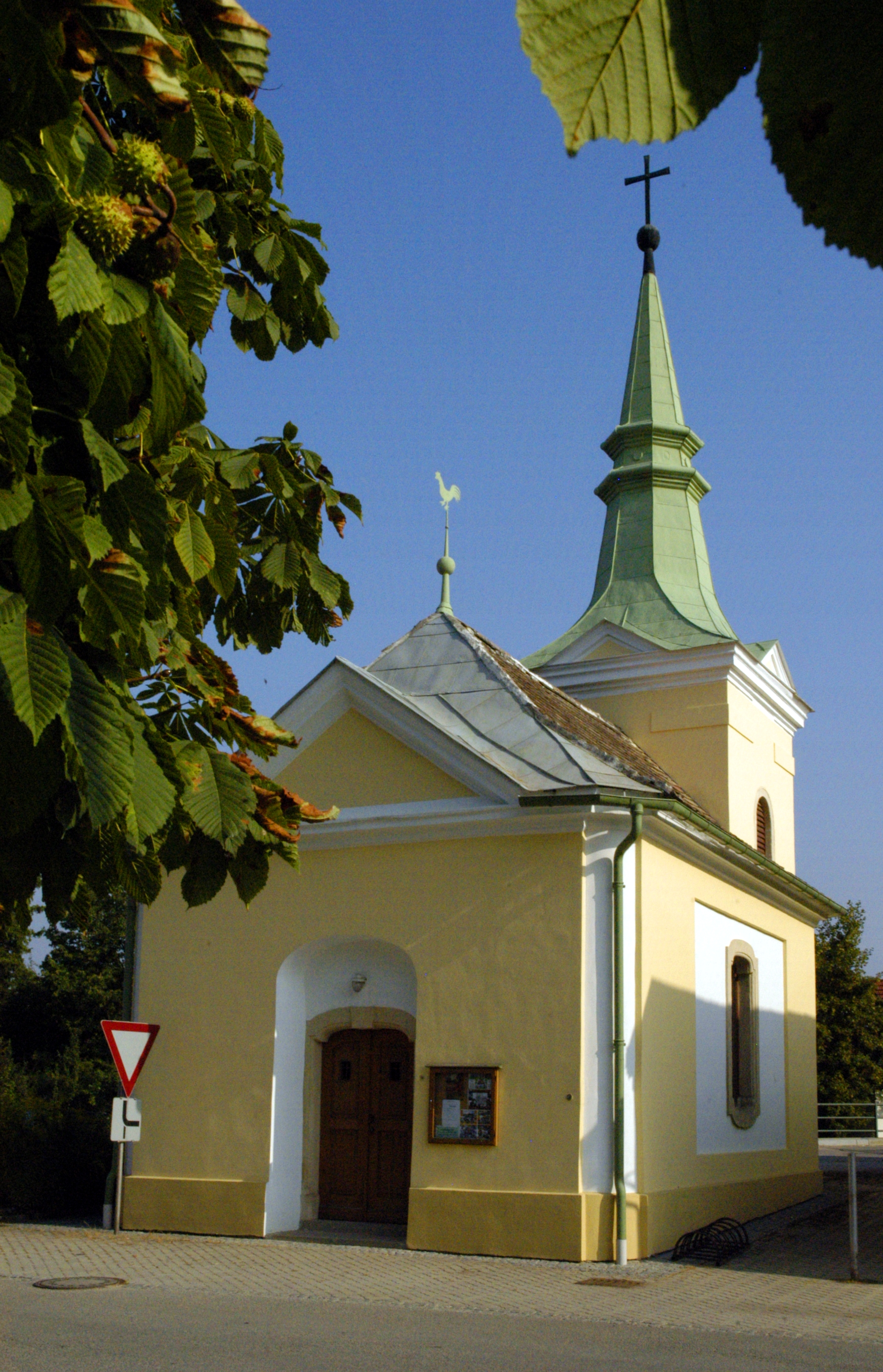
Kaple v Gaindorfu
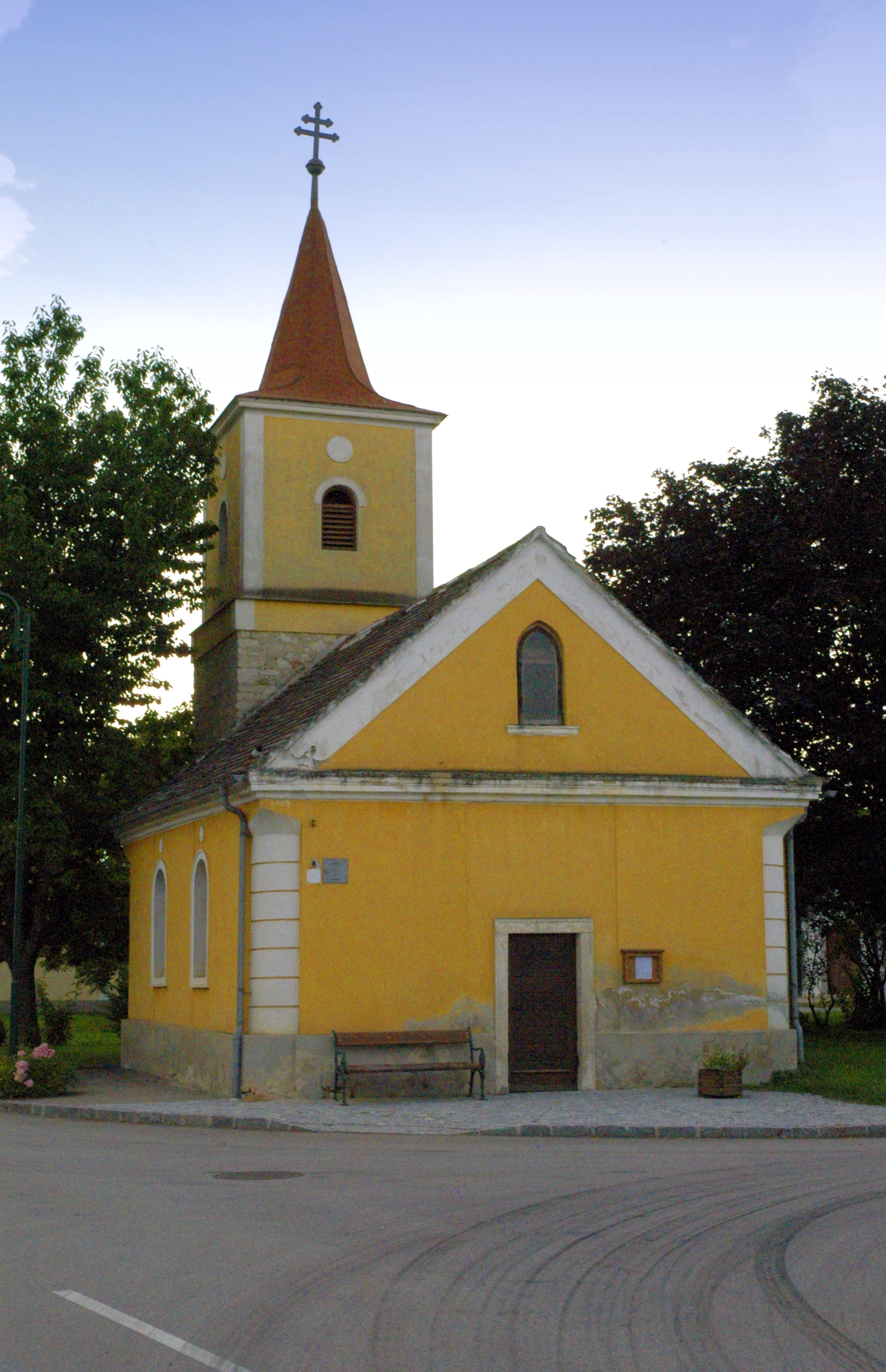
Kaple v Minichhofenu
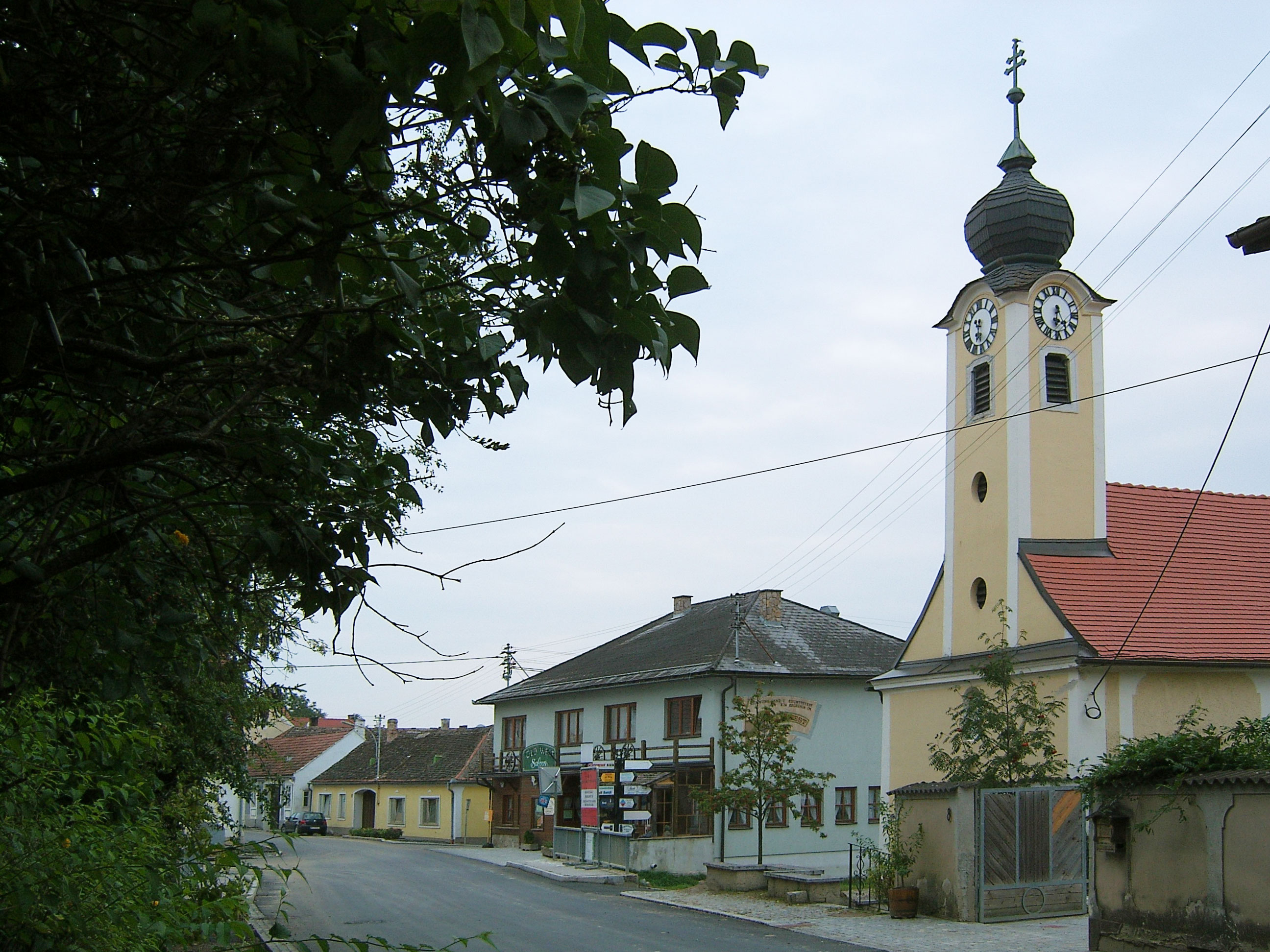
Pfaffstetten
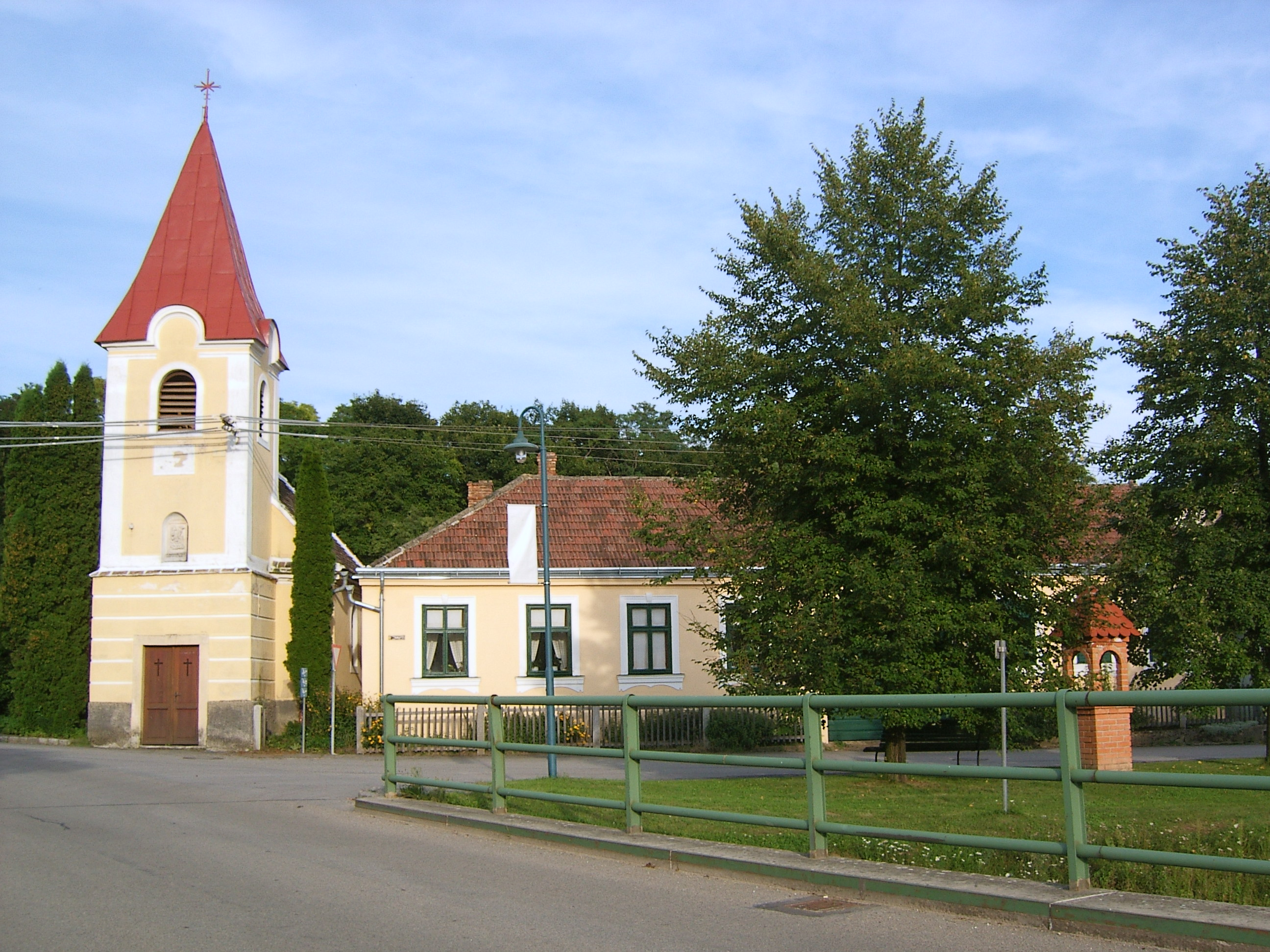
Parisdorf
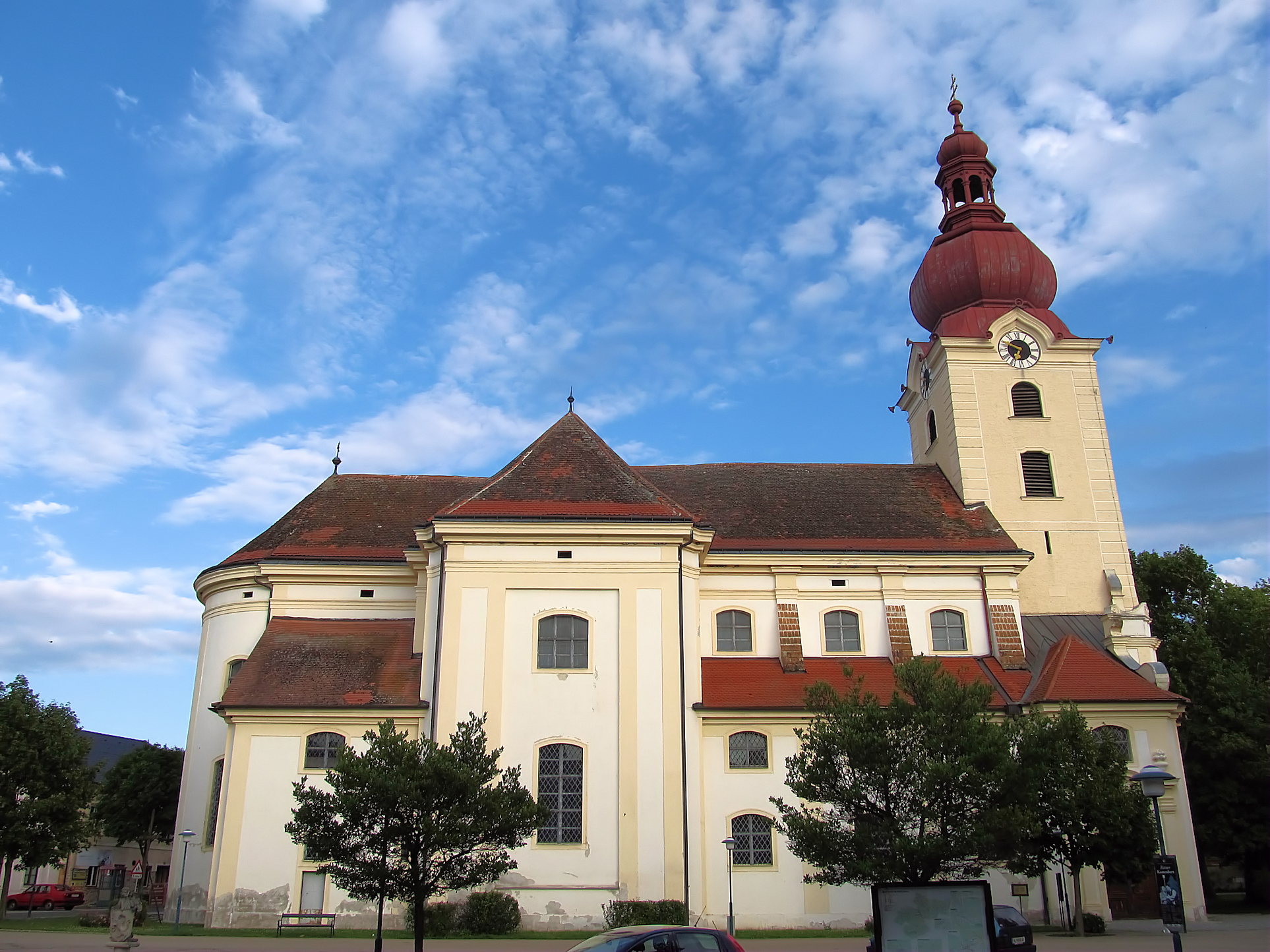
Farní kostel v Ravelsbachu